# Án lệ 49/2021/AL
Án lệ 49/2021/AL về xác định quyết định hành chính ban hành không đúng thẩm quyền là án lệ công bố thứ 49 thuộc lĩnh vực hành chính của Tòa án nhân dân tối cao tại Việt Nam, được Hội đồng Thẩm phán thông qua, Chánh án Nguyễn Hòa Bình ra quyết định công bố ngày 31 tháng 12 năm 2021, và có hiệu lực cho tòa án các cấp trong cả nước nghiên cứu, áp dụng trong xét xử từ ngày 1 tháng 2 năm 2022. Án lệ 49 dựa trên nguồn là Quyết định giám đốc thẩm số 06 ngày 2 tháng 4 năm 2019 của Hội đồng Thẩm phán Tòa án nhân dân tối cao về vụ án hành chính về việc khiếu kiện quyết định hành chính trong lĩnh vực quản lý đất đai, nội dung xoay quanh các vấn đề của quyết định hành chính, hợp đồng về quyền sử dụng đất thuộc tranh chấp đất đai liên quan tới ba bên là giáo dân Công giáo, nhà thờ và chính quyền địa phương. Án lệ này do Vụ Pháp chế và Quản lý khoa học đề xuất.
Trong vụ việc, tranh chấp xảy ra về quyền sử dụng đất giữa nhà thờ và giáo dân ở vùng giáo xứ địa phương đồng bằng sông Cửu Long của Giáo phận Vĩnh Long, khi mà phần đất tranh chấp thuộc đất được giáo dân hiến tặng trong quá khứ, nhà thờ giao cho giáo dân khác để trông nom rồi dần dần xây dựng nhà ở, công trình khác. Nhà thờ đề nghị Ủy ban nhân dân tỉnh giải quyết tranh chấp, giáo dân không đồng ý với văn bản được ban hành, dẫn đến khởi kiện đề nghị hủy văn bản đó, mở đầu cho vụ án hành chính. Vụ án này lần lượt trải qua sơ thẩm, phúc thẩm, kháng nghị, giám đốc thẩm, một phần nhận định Hội đồng xét xử giám đốc thẩm được lựa chọn trở thành án lệ để xác định thẩm quyền của chủ thể khi ban hành quyết định hành chính trong trường hợp cụ thể này.

## Nội dung vụ án

### Lịch sử sự kiện

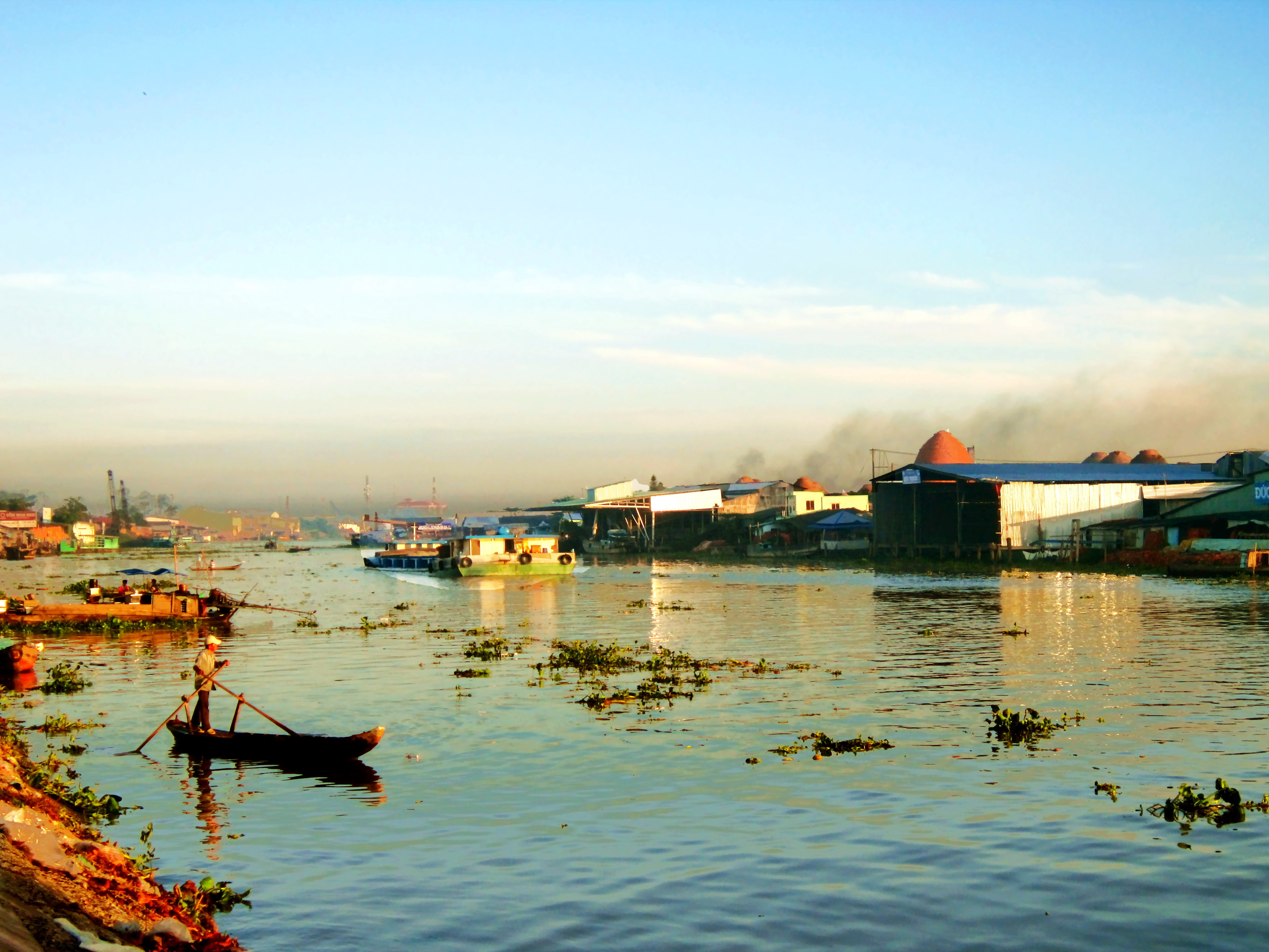
Kênh đào Lấp Vò, xung quanh khu vực tranh chấp vụ án.

Năm 1960, tại khu vực ven kênh đào Lấp Vò nay là xã Vĩnh Thạnh, huyện Lấp Vò, tỉnh Đồng Tháp, hai gia đình là vợ chồng Nguyễn Văn Quảng, Nguyễn Thị Sáu và Nguyễn Văn Sương là những gia đình họ đạo thuộc Giáo hạt Sa Đéc, Giáo phận Vĩnh Long đã hiến một phần đất của mình cho giáo xứ do Philipphê Võ Phước Thạnh phụ trách, xây dựng Nhà thờ Vĩnh Thạnh với bổn mạng là Đức Mẹ hồn xác lên trời. Năm 1961, nhà thờ được xây dựng với chiều ngang 11 m, bờ Bắc giáp kênh đào, bờ Nam giáp đường lớn, này là Quốc lộ 80. Năm 1976, nhà thờ cấp cho Thái Văn Ngón – giáo dân họ đạo để ông cất nhà ở trên đất nhà thờ và trông coi nhà thờ, với diện tích chiều ngang 16 m, dọc 30 m. Ông Ngón xây nhà ở trên phần đất ngang 5 m, phần đất chiều ngang còn lại dùng để trồng chuối và xoài. Trong quá trình sử dụng đất, năm 1986 gia đình ông có xây thêm hai phòng ở và một nhà bếp giáp với nhà chính. Năm 1999, đất nhà thờ bị sạt lở nên đã di dời sang phần đất đối diện ở bên kia Quốc lộ 80, phần đất cũ của nhà thờ được giao cho một phần cho con cụ Quảng đã hiến đất là Nguyễn Phước Thành và một phần cho vợ chồng Huỳnh Thị Mai, Nguyễn Văn Khuê để đổi lấy vật tư xây dựng nhà thờ. Riêng diện tích đất của gia đình ông Ngón sử dụng làm nhà ở được ông tiếp tục sử dụng.

### Tranh chấp
Ngày 18 tháng 1 năm 2003, Linh mục quản nhiệm Phêrô Nguyễn Quang Duy cùng đại diện Ban Quới chức Họ đạo Nhà thờ Vĩnh Thạnh lập "Tờ giao đất" giao cho Thái Văn Ngón sử dụng phần đất diện tích là 300 m². Trích tờ giao đất:
Nay làm giấy này để làm bằng chứng nhằm giao phần đất nền cũ của Nhà thờ Vĩnh Thạnh được tọa lạc tại ấp Phú Bình, xã Vĩnh Thạnh. Được tính từ lộ 80 đến mé sông (kênh Lấp Vò). Với chiều dài: 30 mét, rộng: 10 mét. Diện tích tổng cộng là: 300 mét vuông. Lý do: Phần đất này là của nhà thờ, gia đình của ông Thái Văn Ngón và bà Huỳnh Thị Mai đã được nhà thờ cho phép ở và bồi bổ, gây dựng đến nay. Nay nhà thờ đã di dời phần đất này không sử dụng xin giao cho ông, bà Ngón toàn quyền kê khai và sử dụng.— Nhà thờ Vĩnh Thạnh và Thái Văn Ngón, Tờ giao đất.

Năm 2009, ông Ngón sửa chữa nhà chính kiên cố và xây thêm cửa hàng mua bán điện thoại di động. Lúc này, nhà thờ không đồng ý nên xảy ra tranh chấp, rồi gửi đơn lên Ủy ban nhân dân tỉnh Đồng Tháp đề nghị giải quyết. Sau một thời gian không thể thương lượng giữa các bên để giải quyết vấn đề, ngày 14 tháng 5 năm 2012, dựa trên đề nghị của Sở Tài nguyên và Môi trường, Chủ tịch Đồng Tháp Lê Minh Hoan ban hành quyết định về việc giải quyết tranh chấp đất đai, có nội dung công nhận quyền sử dụng đất cho Thái Văn Ngón phần diện tích có vị trí khu vực theo bản đồ trích đo của Văn phòng Đăng ký quyền sử dụng đất huyện Lấp Vò xác lập năm 2011, theo dạng công nhận phần đất nhà ở của ông, buộc ông Ngón giao trả lại phần đất đã xây dựng cửa hàng điện thoại cho nhà thờ. Bởi ông đồng ý với quyết định này, ngày 24 tháng 9 cùng năm, ông Ngón có đơn khởi kiện đề nghị Tòa án nhân dân tỉnh Đồng Tháp hủy quyết định nêu trên, bắt đầu thủ tục tố tụng của vụ án.

## Tranh tụng

### Nguyên đơn
Tại đơn khởi kiện và trong quá trình giải quyết, nguyên đơn Thái Văn Ngón trình bày rằng ông nhất trí về lịch sử vụ việc, nguồn gốc phần đất tranh chấp giữa nhà thờ với hộ gia đình ông là của nhà thờ. Trong suốt quá trình sử dụng, nhà thờ đã cấp đất cho ông năm 1976, và sau đó là 2003. Ông cho rằng tờ giao đất được lập năm 2003 với sự đồng ý của linh mục quản nhiệm và Ban Qưới chức thể hiện rõ việc hộ gia đình của ông có quyền sử dụng mảnh đất đó, cụ thể là theo trích đo bản đồ địa chính do Văn phòng Đăng ký quyền sử dụng đất huyện Lấp Vò ngày 1 tháng 9 năm 2011 thì nhà chính của ông có diện tích 134,7 m² (ngang 5,8 m), cửa hàng điện thoại di động 102,2 m² (ngang 4,4 m).

### Bị đơn
Về phía bị đơn, Đồng Tháp cho ý kiến rằng chính quyền địa phương đồng ý với lược sử mảnh đất, từ nguồn gốc được giáo dân hiến cho nhà thờ năm 1960; nhà thờ xây dựng năm 1969; giao cho ông Ngón một phần năm 1976; nhà thờ di chuyển năm 1999; lập tờ giao đất giữa hai bên năm 2003; và tranh chấp từ 2009 khi nguyên đơn xây dựng mới nhà, mở rộng cất hết phần đất chiều ngang trong thỏa thuận 2003. Khi nhà thờ khiếu nại, Chủ tịch tỉnh giải quyết bằng văn bản hành chính giao cho ông Ngón được quyền sử dụng diện tích ngang cạnh là 5,8 m và 5,4 m, chiều dài cạnh 23,8 m và 24,3 m, phần còn lại buộc ông Ngón phải di dời vật kiến trúc, cây trồng trả lại diện tích đất cho nhà thờ. Bị đơn lý giải rằng quyết định trên là đã xem xét quá trình sử dụng đất của gia đình ông Ngón, tuy năm 2003 linh mục nhà thờ có làm tờ giao đất cho ông Ngón nhưng chưa được chính quyền địa phương chứng thực nên không có giá trị pháp lý. Do đó, bị đơn cho rằng quyết định của Ủy ban nhân dân tỉnh là có căn cứ, đề nghị tòa án không chấp nhận yêu cầu của nguyên đơn.

### Bên thứ ba
Bên thứ ba tức Nhà thờ Vĩnh Thạnh là bên có tranh chấp trực tiếp với nguyên đơn, được đại diện bởi Linh mục Giacôbê Nguyễn Minh Trường đã trình bày quan điểm và lập luận của mình trong vụ án. Nhà thờ nhất trí nguồn gốc đất từ năm 1960. Năm 1999, đất nhà thờ bị sạt lở, được sự cho phép của Ủy ban nhân dân tỉnh Đồng Tháp nên đã di dời để xây dựng lại, khánh thành bởi Giám mục Giacôbê Nguyễn Văn Mầu. Năm 2003, phía nhà thờ có làm tờ giao đất cho gia đình ông Ngón như ông trình bày, hai bên thoả thuận miệng, mục đích là để trao đổi vật tư xây dựng nhà thờ, nhưng nhà thờ cho rằng gia đình ông Ngón không thực hiện, nên Nhà thờ không ra Ủy ban nhân dân xã Vĩnh Thạnh để xác nhận giấy giao đất cho ông. Năm 2009, ông Ngón xây dựng thêm, nhà thờ không đồng ý nên phát sinh tranh chấp. Trong tổng diện tích đó, nhà thờ chỉ đồng ý cho ông Ngón sử dụng phần đất chiều ngang 4 m, phần đất chiều ngang 1,2 m phải thỏa thuận giá với nhà thờ, và diện tích còn lại chiều ngang 4,4 m phải trả lại cho Nhà thờ. Nhà thờ thống nhất theo văn bản 2012 của Chủ tịch tỉnh và đề nghị tòa án bác yêu cầu của nguyên đơn.

## Tố tụng các giai đoạn
Ngày 27 tháng 6 năm 2014,  Tòa án nhân dân tỉnh Đồng Tháp mở phiên hành chính sơ thẩm tại trụ sở tòa ở số 19 Quốc lộ 30, phường Mỹ Phú, thủ phủ Cao Lãnh. Tòa sơ thẩm quyết định bác yêu cầu của Thái Văn Ngón về việc yêu cầu hủy quyết định 2012 của Chủ tịch Ủy ban nhân dân tỉnh Đồng Tháp. Sau đó, ngày 10 tháng 7, ông Ngón có đơn kháng cáo toàn bộ bản án hành chính sơ thẩm. Bên cạnh đó, vào một ngày sau, Viện trưởng Viện kiểm sát nhân dân tỉnh Đồng Tháp quyết định kháng nghị bản án hành chính sơ thẩm và đề nghị tòa án cấp phúc thẩm xử theo hướng sửa bản án sơ thẩm, hủy một phần quyết định nêu trên.
Ngày 9 tháng 9 năm 2015, Tòa án nhân dân cấp cao tại Thành phố Hồ Chí Minh mở phiên hành chính phúc thẩm tại trụ sở ở số 124 Nam Kỳ Khởi Nghĩa, phường Bến Nghé, Quận 1. Tại phiên này, đại diện Viện kiểm sát nhân dân cấp cao tại Thành phố Hồ Chí Minh rút toàn bộ quyết định kháng nghị của Viện trưởng Viện kiểm sát nhân dân tỉnh Đồng Tháp. Tòa phúc thẩm quyết định đình chỉ xét xử phúc thẩm đối với quyết định kháng nghị của Viện trưởng Đồng Tháp, không chấp nhận yêu cầu kháng cáo của Thái Văn Ngón, và giữ y án sơ thấm Tòa án Đồng Tháp. Trong bản án, tòa phúc thẩm áp dụng điều khoản về thủ tục chuyển đổi quyền sử dụng đất tại địa phương, không chấp nhận yêu cầu khởi kiện của nguyên đơn.
Sau phiên phúc  thẩm, ngày 17 tháng 11, Thái Văn Ngón tiếp tục có đơn đề nghị xem xét theo thủ tục giám đốc thẩm đối với bản án hành chính phúc thẩm. Tới năm 2018, các ngày 1 tháng 2, 9 tháng 5 và 9 tháng 7, Ủy ban nhân dân tỉnh Đồng Tháp cũng gửi các văn bản đề nghị xem xét theo thủ tục giám đốc thẩm đối với bản án hành chính phúc thẩm nêu trên. Ngày 9 tháng 11, Chánh án Tòa án nhân dân tối cao Nguyễn Hòa Bình ký quyết định kháng nghị bản án hành chính phúc thẩm theo thủ tục giám đốc thẩm và đề nghị Hội đồng Thẩm phán Tòa án nhân dân tối cao xét xử giám đốc thẩm theo hướng hủy cả hai bản án hành chính phúc thẩm lẫn sơ thẩm, giao hồ sơ vụ án về cho Tòa án Đồng Tháp giải quyết sơ thẩm lại theo đúng quy định của pháp luật.

## Giám đốc thẩm
Ngày 2 tháng 4 năm 2019, với yêu cầu kháng nghị của Chánh án và sự nhất trí của Viện Kiểm sát, Hội đồng Thẩm phán đã mở phiên xét xử giám đốc thẩm tại trụ sở tòa ở số 48 đường Lý Thường Kiệt, quận Hoàn Kiếm, Hà Nội. Trong quá trình xét xử này, Hội đồng xét xử tập trung vào thẩm quyền giải quyết tranh chấp và nội dung vụ việc để đưa ra quyết định.

### Nhận định của tòa án
Hội đồng Thẩm phán, nội dung chung của án lệ từ nhận định.
Về tình tiết, Hội đồng xét xử nhất trí với trình bày của các bên, phần đất gia đình nguyên đơn đang sử dụng được xác định là 202,2 m², trên đất có cửa hàng mua bán điện thoại của gia đình, tất cả thuộc một phần thửa đất số 42 tờ bản đồ địa chính số 8a xã Vĩnh Thạnh, huyện Lấp Vò, có nguồn gốc do một số giáo dân hiến cho nhà thờ. Về thẩm quyền, Hội đồng xét xử nhận định rằng việc Thái Văn Ngón và nhà thờ có tranh chấp liên quan tới thỏa thuận từ 2003, do đó là tranh chấp về hợp đồng dân sự, thuộc thẩm quyền giải quyết của tòa án, không phải là tranh chấp thuộc thẩm quyền của Chủ tịch tỉnh theo quy phạm pháp luật tương ứng.
Về nội dung, Hội đồng xét xử nhận định quá trình sử dụng đất của nguyên đơn, nhất trí với nguồn gốc đất nhà thờ, việc nhà thờ giao đất, nguyên đơn xây nhà, trồng cây ăn quả, chỉ ra rằng việc này cũng được Ủy ban nhân dân tỉnh và nhà thờ xác nhận. Từ đây, hội đồng nhận định gia đình nguyên đơn đã sử dụng đất được nhà thờ giao cho liên tục từ năm 1976 đến năm 2009, quá trình sử dụng đất có đóng thuế với nhà nước. Tuy nhiên, các biên lai nộp thuế không xác định diện tích, trong quá trình sử dụng đất, nguyên đơn không kê khai đăng ký quyền sử dụng. Năm 1999, do nhà thờ chuyển đi nơi khác, phần đất xây dựng trụ sở nhà thờ đã giao trả và giao lại cho một số hộ để trao đổi vật tư xây dựng nhà thờ, giữa các gia đình này không có tranh chấp liên quan đến quyền sử dụng đất.
Về Tờ giao đất 2003, Hội đồng xét xử nhận định rằng nội dung giấy giao đất không phải là hợp đồng chuyển quyền sử dụng đất, thực chất là nhà thờ xác nhận việc giao đất cho ông Ngón có quyền sử dụng như một hợp đồng tặng cho đất để ông Ngón có cơ sở đăng ký quyền sử dụng đất như hộ ông Thành và ông Khuê. Trên thực tế, khi Nhà thờ giao đất cho ông Ngón thì ông vẫn đang sử dụng đất này, nhà thờ đã không sử dụng từ năm 1999. Từ khi có văn bản giao đất, nhà thờ không có ý kiến gì về việc giao đất này; đồng thời, tại phiên tòa sơ thẩm, đại diện nhà thờ cũng xác nhận: "Khi linh mục về bàn giao tài sản, có xác nhận nhưng không có biên nhận tiếp nhận tài sản đất đai là bao nhiêu".
Dựa trên các nhận định này, Hội đồng xét xử kết luận rằng phần diện tích đất tranh chấp nguyên đơn đã sử dụng liên tục từ năm 1976, nhà thờ không trực tiếp sử dụng và nguyên đơn có nhu cầu sử dụng. Chủ tịch Đồng Tháp ban hành quyết định buộc nguyên đơn di dời vật kiến trúc, cây trồng để giao trả lại phần đất là cửa hàng cho nhà thờ sử dụng là không đúng thẩm quyền lẫn pháp luật. Tòa sơ thẩm và phúc thẩm chỉ căn cứ trên cơ sở diện tích đất nguyên đơn đã xây dựng nhà ở và lời khai của đại diện nhà thờ để cho rằng nguyên đơn được quyền sử dụng đất nhà ở [không có phần đất cửa hàng] là không đúng với thực tế khách quan vụ án; đồng thời cho rằng văn bản giao đất của nhà thờ không được cơ quan có thẩm quyền xác nhận nên không có giá trị pháp lý để bác yêu cầu khởi kiện của nguyên đơn là không có căn cứ.

### Quyết định
Từ những nhận định này, Hội đồng xét xử là năm vị Thẩm phán căn cứ thẩm quyền, quyết định chấp nhận kháng nghị của Chánh án đối với bản án hành chính phúc thẩm, hủy bản án hành chính phúc thẩm của Tòa cấp cao tại Thành phố Hồ Chí Minh, giao hồ sơ vụ án cho Tòa cấp cao xét xử phúc thẩm lại theo đúng quy định của pháp luật.